# Série de championnat de la Ligue américaine de baseball 2002
La Série de championnat de la Ligue américaine de baseball 2002 était la série finale de la Ligue américaine de baseball, dont l'issue a déterminé le représentant de cette ligue à la Série mondiale 2002, la grande finale des Ligues majeures.
Cette série quatre de sept débute le mardi 8 octobre 2002 et se termine le dimanche 13 octobre. En route vers leur première victoire en Série mondiale, les Angels d'Anaheim remportent la série quatre parties à une sur les Twins du Minnesota.

## Équipes en présence
Champions de la section Centrale de la Ligue américaine avec 94 victoires et 67 défaites en saison régulière, les Twins du Minnesota remportent un premier titre de division depuis 1991. C'est également la première qu'ils se qualifient pour les séries éliminatoires depuis leur victoire en Série mondiale 1991. Ils terminent premier avec une large avance sur le club de seconde place, les White Sox de Chicago, auteurs d'une fiche de 81-81.
Les Angels d'Anaheim n'ont pas joué en éliminatoires depuis encore plus longtemps que les Twins : leur dernière participation aux séries date de 1986 et ils n'ont jamais pris part à une Série mondiale en 41 ans d'existence. Les Angels terminent 2002 en deuxième place dans la division Ouest. Avec un dossier victoires-défaites de 99-63, un nouveau record de franchise, ils concèdent par quatre victoires le titre de section aux Athletics d'Oakland (103-59) mais se qualifient comme meilleurs deuxièmes de la ligue.
Les Angels sont opposés en Série de divisions, le premier tour des séries éliminatoires, aux dangereux Yankees de New York qui, avec 103 gains contre 58 revers se sont assuré un cinquième championnat de suite de la division Est. Battus en Série mondiale 2001 après trois titres mondiaux consécutifs, les Yankees s'inclinent en quatre parties en première ronde. La franchise d'Anaheim accède à la quatrième Série de championnat de son histoire.
De leur côté, les Twins passent en Série de championnat en éliminant Oakland trois victoires à deux.
Les Angels et les Twins s'affrontent pour la première fois en parties d'après-saison.

## Déroulement de la série

### Calendrier des rencontres
| Match | Date       | Visiteur           | Hôte               | Score  |
| ----- | ---------- | ------------------ | ------------------ | ------ |
| 1     | 8 octobre  | Angels d'Anaheim   | Twins du Minnesota | 1 - 2  |
| 2     | 9 octobre  | Angels d'Anaheim   | Twins du Minnesota | 6 - 3  |
| 3     | 11 octobre | Twins du Minnesota | Angels d'Anaheim   | 1 - 2  |
| 4     | 12 octobre | Twins du Minnesota | Angels d'Anaheim   | 1 - 7  |
| 5     | 13 octobre | Twins du Minnesota | Angels d'Anaheim   | 5 - 13 |

### Match 1
Mardi 8 octobre 2002 au Metrodome, Minneapolis, Minnesota.
| Angels d'Anaheim | 0 | 0 | 1 | 0 | 0 | 0 | 0 | 0 | 0 | 1 | 4 | 0 |
| Twins du Minnesota | 0 | 1 | 0 | 0 | 1 | 0 | 0 | 0 | X | 2 | 5 | 1 |
| Lanceurs partants : ANA : Kevin Appier MIN : Joe Mays Vic. : Joe Mays (1-0) Déf. : Kevin Appier (0-1) Sauv. : Eddie Guardado (1) |   |   |   |   |   |   |   |   |   |   |   |   |

### Match 2
Mercredi 9 octobre 2002 au Metrodome, Minneapolis, Minnesota.
| Angels d'Anaheim | 1 | 3 | 0 | 0 | 0 | 2 | 0 | 0 | 0 | 6 | 10 | 0 |
| Twins du Minnesota | 0 | 0 | 0 | 0 | 0 | 3 | 0 | 0 | 0 | 3 | 11 | 1 |
| Lanceurs partants : ANA : Ramón Ortiz MIN : Rick Reed Vic. : Ramón Ortiz (1-0) Déf. : Rick Reed (0-1) Sauv. : Troy Percival (1) HRs : ANA : Darin Erstad (1), Brad Fullmer (1) |   |   |   |   |   |   |   |   |   |   |    |   |

### Match 3
Vendredi 11 octobre 2002 au Edison International Field, Anaheim, Californie.
| Twins du Minnesota | 0 | 0 | 0 | 0 | 0 | 0 | 1 | 0 | 0 | 1 | 6 | 0 |
| Angels d'Anaheim | 0 | 1 | 0 | 0 | 0 | 0 | 0 | 1 | X | 2 | 7 | 2 |
| Lanceurs partants : MIN : Eric Milton ANA : Jarrod Washburn Vic. : Francisco Rodríguez (1-0) Déf. : J. C. Romero (0-1) Sauv. : Troy Percival (2) HRs: ANA : Troy Glaus (1), Garret Anderson (1) |   |   |   |   |   |   |   |   |   |   |   |   |

### Match 4
Samedi 12 octobre 2002 au Edison International Field, Anaheim, Californie.
| Twins du Minnesota                                                                                      | 0 | 0 | 0 | 0 | 0 | 0 | 0 | 0 | 1 | 1 | 6  | 2 |
| Angels d'Anaheim                                                                                        | 0 | 0 | 0 | 0 | 0 | 0 | 2 | 5 | X | 7 | 10 | 0 |
| Lanceurs partants : MIN : Brad Radke ANA : John Lackey Vic. : John Lackey (1-0) Déf. : Brad Radke (0-1) |   |   |   |   |   |   |   |   |   |   |    |   |

### Match 5
Dimanche 13 octobre 2002 au Edison International Field, Anaheim, Californie.
| Twins du Minnesota | 1 | 1 | 0 | 0 | 0 | 0 | 3  | 0 | 0 | 5  | 9  | 0 |
| Angels d'Anaheim | 0 | 0 | 1 | 0 | 2 | 0 | 10 | 0 | X | 13 | 18 | 0 |
| Lanceurs partants : MIN : Joe Mays ANA : Kevin Appier Vic. : Francisco Rodríguez (2-0) Déf. : Johan Santana (0-1) HRs: ANA : Adam Kennedy (1, 2, 3), Scott Spiezio (1) |   |   |   |   |   |   |    |   |   |    |    |   |

## Joueur par excellence
Adam Kennedy, le joueur de deuxième but des Angels d'Anaheim, est nommé joueur par excellence de la Série de championnat 2002 de la Ligue américaine. Kennedy devient le cinquième joueur seulement dans l'histoire à frapper trois coups de circuit dans un même match de série éliminatoire. Tout comme Babe Ruth, Bob Robertson, Reggie Jackson et George Brett avant lui, Kennedy envoie trois balles de l'autre côté de la clôture. L'exploit est accompli dans la cinquième et dernière partie contre les Twins. Le joueur des Angels complète la finale de l'Américaine avec cinq coups sûrs en 14 apparitions officielles au bâton pour une moyenne de ,357. Il produit cinq points, en marque cinq, vole un but et présente une moyenne de puissance de 1,000.